# Parafia Najświętszego Imienia Maryi w Cejkiniach
Parafia Najświętszego Imienia Maryi w Cejkiniach – parafia rzymskokatolicka, znajdująca się w archidiecezji wileńskiej, w dekanacie ignalińskim.